# Биляр
Биляр (на татарски: Биләр/Бүләр или Bilär/Bülär, на руски: Великий Город) е последната столица на Волжка България, съществувал от 10 до 13 век.
Намирал се е от двете страни на река Мали Черемшан в днешния Алексеевски район на Татарстан. Градът е основан от волжко-прабългарското племе биляри. В руските хроники Биляр е известен под името Великий город (Велик град), тъй като жителите му наброявали над 100 000 души. Градът е бил главен търговски център по средното течение на Волга и между 12 и 13 век е бил столица на Волжка България.
Градът, разделен на две от река Мали Черемшан е имал вътрешна, външна и неукрепена част и наподобява българските Плиска и Преслав. В центъра на вътрешния град е канската резиденция, там е и сборната джамия (в града се е изповядвало християнство и други езични религии, като тангризъм). Според Фаяз Хузин, археолог, размерите на тази средновековна джамия превъзхождат тези на джамията Кул Шариф. Останките от вътрешния град обхващат 116 хектара, а външната част е около 4000 декара оградени от три реда укрепления. Заедно с предградията и незащитените райони площта му е около 8000 декара.
Според западни археолози, през 13 век преди да бъде унищожен от монголите, Биляр е бил най-големия град в Европа и трети в света след Багдад и Константинопол.
През 1236 г. Биляр е разрушен от ордите на Бату хан. По-късно градът е възстановен, но никога не възвръща предишните си размери и мощ. Руините на Биляр, заемащи площ от почти 8 km², са проучени през 18 – 20 век от руските археолози Ричков, Татищев, Халиков и Хузин.
Днешното руско село, носещо името Биляр, е основано през 1654 г. като гранично укрепление и в периода 1930 – 1963 г. е било административен център на Билярски район. Населението му към 2000 г. наброява 2270 жители. Село Арбузов Баран, разположено недалеч от Биляр, е родното място на известния химик Александър Арбузов.